# Geràsim II
Geràsim II (en grec Γεράσιμος Β') va ser patriarca de Constantinoble els anys 1673 i 1674.
Membre d'una família cretenca i originari de Quios, va ser clergue de molt jove, i l'any 1655 era nomenat metropolità de Brăila, a Valàquia. L'any 1658 va ser metropolità de Tàrnovo, a Bulgària, i el 14 d'agost de 1673 va substituir Dionís IV a la seu del patriarcat de Constantinoble.
Va ser deposat el desembre de l'any 1674 i va tornar a Quios com a metropolità. L'any 1676 va intentar que el tornessin a nomenar patriarca, i no se'n va sortir. Uns mesos més tard es va fer càrrec del bisbat de l'illa d'Andros i allà el van deposar el 1678. El 1683 era metropolità de Paronaxia (que reunia els bisbats de les illes de Naxos i Paros), d'on va ser deposat pel patriarca Dionís IV durant el seu quart patriarcat (1686-1687). Geràsim va demanar la protecció de la República de Venècia, que controlava la mar Egea. Finalment, el nou patriarca de Paronaxia li va oferir el Monestir de Sant Ciríac a Naxos, on va morir el 6 de febrer de 1689.